# Ash Santos
Ashley Marie Santos (El Bronx, 9 de junio de 1993) es una actriz estadounidense. Es conocida por interpretar a Emily en la octava temporada de la serie de antología de terror de FX American Horror Story, titulada Apocalypse (2018).

## Primeros años de vida
Ashley Marie Santos nació en El Bronx, Nueva York. Su padre es puertorriqueño y su madre es dominicana. Se crio en Montgomery (Nueva York), donde descubrió su amor por los deportes. Ella siempre expresó interés en la actuación y después de mudarse a Salt Lake City, Utah, comenzó su carrera como actriz. En abril de 2018, trasladó su carrera a Los Ángeles.

## Filmografía

### Cine
| Año  | Título                   | Papel     | Notas |
| ---- | ------------------------ | --------- | ----- |
| 2015 | Once I Was a Beehive     | Paige     |       |
| 2015 | Thirst                   | Meeka     |       |
| 2016 | Mythica: The Iron Crown  | Caia-Bekk |       |
| 2016 | We All Fall Down         | Eve       |       |
| 2020 | Joe Bell                 | Kim       |       |
| 2021 | Heart of Champions       | Nisha     |       |
| 2021 | Fauces de la noche       | Mariah    |       |
| 2022 | Shattered                | Lisa      |       |
| 2024 | Half Baked: Totally High | Trisha    |       |
| 2024 | Nuestro secretito        | Sofía     |       |

### Televisión
| Año       | Título                            | Papel        | Notas                    |
| --------- | --------------------------------- | ------------ | ------------------------ |
| 2015      | We All Fall Down                  | Eve          | 2 episodios              |
| 2015      | I'm Not Ready for Christmas       | Jordan Jones | Película para televisión |
| 2016      | My Summer Prince                  | Jess         | Película para televisión |
| 2016      | Broadcasting Christmas            | Daisy        | Película para televisión |
| 2017      | Relationship Status               | Charlotte    | 4 episodios              |
| 2017      | Wrapped Up in Christmas           | Diana Ramos  | Película para televisión |
| 2017      | Sharing Christmas                 | Kimberly     | Película para televisión |
| 2017      | The Landlord                      | Katie        | Película para televisión |
| 2018      | American Horror Story: Apocalypse | Emily        | Rol recurrente           |
| 2020      | FBI: Most Wanted                  | Amber Matos  | Episodio: «Ride or Die»  |
| 2021      | True Story                        | Daphne       | 4 episodios              |
| 2021      | Red Bird Lane                     | Kesha        | Película para televisión |
| 2022      | Mike                              | Kiki         | Episodio: «Phoenix»      |
| 2023–2024 | Mayor of Kingstown                | Coco         | 5 episodios              |